# 尾嶋直哉
尾嶋 直哉（おじま なおや、1985年6月18日 - ）は、日本の俳優・歌手。愛知県刈谷市出身。身長177cm、体重59kg。血液型A型。靴のサイズ27.5cm。ミュージックレイン所属。

## 来歴・人物
刈谷市立住吉小学校、刈谷市立刈谷南中学校、愛知県立知立東高等学校出身。高校2年からボイストレーニングを始める。2005年1月『ごくせん』にて俳優デビュー。2008年3月に玉川大学経営学部国際経営学科卒業。
都築一将とフォークデュオ「KARIYA」として東京・神奈川を中心に音楽活動（主にライブ）を行なっていたが、2013年11月17日に諸事情で活動休止。

## 出演

### テレビドラマ
- ごくせん（2005年1月〜3月、日本テレビ系） - 小橋直哉 役
- ドラゴン桜 第1・2話（2005年7月〜9月、TBS系）- ベース 役
- スターライト 第1・2・3話(2005年10月〜、テレビ東京系）- 梶裕介 役
- 心にサンサン物語〜はるかの恋〜（2006年2月2日・9日、BS-i）- 大谷圭介 役
- 心霊探偵 八雲 第10話（2006年6月、テレビ東京系）- 市橋 祐一役
- サプリ 第9話（2006年9月、フジテレビ系）- 黒沢トヲル 役
- San Angeles 天使の棲む街（2007年2月〜3月、BS-i）
- 花ざかりの君たちへ〜イケメン♂パラダイス〜（2007年7月〜9月、フジテレビ系）- 貝塚こうへい 役
- RHプラス（2008年1月〜3月、TOKYO MX他）- 田村政和 役

### 映画
- ごくせん THE MOVIE（2009年7月11日公開）

### バラエティ
- 空飛ぶグータン〜自分探しバラエティ〜（2005年5月、フジテレビ系）
- ごくせん同窓会スペシャル（2005年10月、日本テレビ系）
- Felice 心理テストで最新情報（2005年12月4日・2006年2月4日・25日・3月4日、BS-i）

### CM
- ニトリ（2005年夏）